# Tranzscheliella minima
Tranzscheliella minima är en svampart som först beskrevs av Joseph Charles Arthur, och fick sitt nu gällande namn av Vánky 2003. Tranzscheliella minima ingår i släktet Tranzscheliella och familjen Ustilaginaceae.   Inga underarter finns listade i Catalogue of Life.